# Мельник Роман Васильович
Мельник Роман Васильович (3 лютого 1959, смт. Перечин Закарпатської області — 22 квітня 2015, Львів) — композитор — аранжувальник, звукорежисер, фаготист, педагог.

## Життєпис
Роман Мельник народився в родині вчителів. Мати, Оксана Юріївна походила з родини вчителів. Освіту здобула в а Ужгородському університеті (факультет української філології) . Одержала також фахову музичну освіту: як студентка Ужгородського музичного училища закінчила два відділи (диригентсько-хоровий та вокальний), згодом закінчила Львівську консерваторію (як хоровий диригент у класі Ю.Луціва). Досліджувала пісенний фольклор Закарпаття і захистила кандидатську роботу. Доцент мистецтвознавства.
Батько, Василь Михайлович, походив з родини селян, закінчив Історичний факультет Ужгородського університету, доктор історичних наук, професор, викладав історію України.
Роман поруч з загальною освітою одержав музичну освіту. Спочатку в музичній школі м. Івано-Франківськ у класі фортепіано (1967—1973 рр.), а згодом в Київській середній спеціальній музичній школі-інтернаті імені М. Лисенка (1973 — 1977 рр.) у класі фаготу.
Впродовж 1977—1986 рр. навчався у Санкт-Петербурзькій державній консерваторії ім. М. Римського-Корсакова за спеціальністю «Оркестрові інструменти (фагот)» . Навчання переривалося через службу в армії: служив у Москві, де грав у військових оркестрах.
Після завершення освіти повертається на Україну. Знаходить роботу на посаді фаготиста Львівського театру опери та балету (1985—1990).Був надзвичайно талановитим фаготистом, всі сольні партії доручали Роману Мельнику. Згодом отримав запрошення в оркестр Театру опери та балету м. Новий Сад (Сербія) на посаду фаготиста — соліста (1991—1993). Як виконавець деякий час був артистом Львівської обласної філармонії [Архівовано 7 вересня 2015 у Wayback Machine.] — впродовж 2-ох років (1992—1994). У пізній період життя був артистом оркестру Заслуженої академічної капели «Трембіта» (20.08.2012—22.04.2015).
Виконавську діяльність поєднував з роботою аранжувальника: з 1990 р. співпрацював з Українсько-Канадським підприємством «Кобза», а також був багаторічним композитором — аранжувальником фестивалю «Червона рута» [Архівовано 3 лютого 2015 у Wayback Machine.] (1991—2008). Були також і інші грані співпраці з фестивалем «Червона рута»: робота у Суддівській Раді (Журі) фінального конкурсу «Червона рута 2009» (Чернівці, вересень), а також у Львівських обласних відбіркових конкурсах фестивалю «Червона рута» (2006, 2008, 2010, 2014 рр.).
Також майже десять років (1995—2004) працював на студії звукозапису будівельної фірми ТВД (власники фірми ТВД музиканти, тому на фірмі також була студія звукозапису, музичний гурт «TVD-music» та репетиційний зал). До співпраці Р. Мельника запрошували відомі музиканти. Наприклад, Олег Кульчицький (Р.Мельник з 2005 до 2007 рр. був композитором, аранжувальником та піаністом мистецької агенції «Муза»). У 2005 р. — Облаштовує домашню студію звукозапису, в якій працює до останніх днів життя як композитор, аранжувальник та проводить приватні заняття з вокалу та фаготу.
Часто сам ініціював творчі проекти: запис пісень УПА із капелою «Трембіта», запису альбому гурту «Соколи», концертні тури «Україно, знай своїх героїв» та «З піснею до людей». Як педагог два роки працював у Львівській середній спеціалізованій музичній школі-інтернаті ім. С. Крушельницької (1997—1999 рр.) на посаді викладача фаготу (за словами М. Сори Роман працював за сумісництвом і раніше в цій школі, можливо з 1993 року).
Помер Роман Мельник 22 квітня 2015 року від інсульту мозку у Львові, похований у с. Ясниська Яворівського р-ну Львівської області.
До Свята Покрови і Дня захисника України 14 і 15 жовтня у Київському муніципальному академічному театрі опери і балету для дітей та юнацтва відбулися два концерти переможців Всеукраїнського фестивалю сучасної пісні та популярної музики «Червона рута» в супроводі симфонічного оркестру і хору театру. Основою програми концерту стали твори (зокрема, пісні В. Івасюка та повстанські пісні) в сучасній оркестровій обробці Романа Мельника.

## Виконавська діяльність
- 1978—1981 рр. — Гастролі симфонічного оркестру Ленінградського Театру музичної комедії (Новосибірськ, Рига, Вільнюс, Владивосток, Москва, Єреван, Ростов-на Дону, Тбілісі, Тампере, Турка, Хельсінкі, Чехословаччина, Польща, НДР).
- 1985—1990 — виступи на виставах Львівського державного театру опери та балету фаготист .
- Листопад 1989 -квітень 1990 р. — гастролі концерти по Україні лауреатів ЧР-89 у складі гурту «Млин».
- 1990 р. — гастролі гурту «Млин» в Канаді (12 концертів).
- 1991—2014 — концерти і музикування на ювілеях, корпоративах, весіллях тощо у дуеті з Стефком (С.Оробець, співак і гуморист), після 2007 р. інтенсивність виступів знизилась.
- 1991—1992 рр. — виступи симфонічного оркестру Театру опери та балету м. Новий Сад.
- 1992 р. — виступи на концертах Львівського симфонічного оркестру (дир-т. Б.Дашак).
- 1995—2004 рр. — музикування на ювілеях, корпоративах, весіллях у складі гурту ТВД-м'юзік), близько 10 виступів на рік.
- 1996 р. — концерт на фестивалі «Контрасти» (Р.Мельник та Б.Дашак).
- 2000 р. — Фестиваль гумористів «Словоблуд» у номері зі С.Оробцем («Деца у нотаря») та концерт в м. Ужгород з музикантами «Тендер-Блюз», сестрами Москаль .
- 2001 р. — виступ на VI Міжнародному фестивалі Ж.Массне — фаготист у складі оркестру «Леополіс»; Сент-Етієнн, Франція.
- 2002 р., 2003 р. — виступ у складі оркестру, Париж.
- 2005—2009 рр.; 2011—2012 рр. — участь у концертах гурту О.Кульчицького на постійній основі як клавішник (М. Канів, фестиваль «Кобзар Forever»; концерт з нагоди 10-річчя «Київстар»; близько 50 виступів на корпоративах, ювілеях тощо; виступ разом зі співаком Жмахером в м. Золочів; виступ у концерті «Великодня писанка»; виступ на Всепольському з'їзді суддів та адвокатів у м. Ря́шів (Rzeszów); виступ на концерті «Великодня гаївка» у м. Львів; виступ на українському балі «Йорданська яблунева ялинка», різдвяний концерт 2007 р. та інші).
- 2005—2007 рр. — виступи на фестивалі сучасної духовної музики в м. Ужгород (фаготист) та на фестивалях «Барви музики XX ст.» в М.Вінниця.
- 2005 рр. — виступи на «Варшавських музичних зустрічах» (фаготист) в м. Варшава на та акції «Лабораторія сучасної музики».
- 2006 р. — виступ на фестивалі української пісні у Сопоті в дуеті зі С. Оробцем;
- 2008 р. — виступ у складі оркестру «Леополіс» в опері «Весілля Фігаро» (дир. Петер Маркс, Німеччина) у м. Львів та м. Вінниця.
- 2009 р. — концерт в Польщі з оркестром «Леополіс» (піаніст і фаготист), концерт на фестивалі «Віртуози Львова».
- 2010—2011 рр. — участь у концертах «Фестивалю давньої музики».
- 2011 р. — концерт пам'яті Назарія Яремчука, Марії Шалайкевич «Пісні мого життя», капели «Трембіта» під назвою «Щасливого різдва», .
- 2012 р. — концерти у Горохові і Рожищі (до виборів) за участі Ніни Матвієнко, Руслани Шевельової (Курилів), а також концерти у Долині, концертні програми «Ми ідемо вперед» до 70-річчя УПА (інші учасники: капела «Трембіта», О.Муха, С.Федина), різдвяна програма капели «Трембіта» під назвою «Щасливого Різдва» (за участі: дит. хор «Соломія», анс. «Ломага-Бенд»; солісти: О.Муха, С.Федина, О.Муль, В.Кобильчак, Б.Стасишин, А.Бондар, М.Ломага).
- 2012 р. — виступи в Швейцарії та Австрії (у складі оркестру «Леополіс»)
- 2012 р. — Концертний тур «Україна — Грузія в ритмі двох сердець» Львів, Рівне, Луцьк, Івано — Франківськ, Чернівці (інші учасники: В.Кікабідзе, Гурт Кульчицького, Р.Шевельова).
- 2013 р. — концерт «Різдвяна феєрія» (проект М.Орача та Р.Мельника)
- 2013 р. — концерт капели «Трембіта» (інші учасники: П.Табаков, Н.Карпа, О.Муха, С.Федина, Піккардійська терція).
- 2013—2014 рр. — цикл телепередач С.Оробця «Шуфлядки п. Стефка» на Львівському ТБ (піаніст, 2-ий ведучий).
- 2013 р. — концертна програма капели Трембіта «Пісні без кордонів» м. Луцьк (інші учасники: Т.Ціхоцька, Хр. Соловій, О.Муха, «Крайня хата»).
- 2013 р. — концерт на виставці картин в Італійському дворику" (інші учасники: Я.Мигаль, А.Отчич, Д.Піпаш).
- 2013 р. — концерт на відкритті «Королівської пивоварні» (інші учасники: Я.Мигаль, Д.Піпаш, рок-гурт Р.Кохана; В.Козловський).
- 2014 р. — концерт «Трембіти» у «Проекті Івасюк».
- 2014 р. — виступ «Трембіти» на концерті- реквіємі "Пам'яті героїв «Небесної сотні».
- 2014, серпень — концертні тури «Україно, знай своїх героїв» та «З піснею до людей» за програмою Львівської обл. ради. (інші учасники: М.Сора, Я.Мигаль та солісти Р.Ковальчук, С.Степан, Г.Чепелюк, І.Пазин (поет), О.Нагай, Тарасович, Д.Піпаш, Т.Пащак.
- 2014 р. — концерт «Українські солоспіви» (інші учасники: Роман Ковальчук, Мар'ян Шуневич, Оксана Муха, Ірина Доля, Тетяна Ціхоцька, Марко Комонько, Ігор Кацаба).
- 2014 р. — концерт капели «Трембіта» «Пісні без кордонів» (інші учасники: О.Муха, П.Табаков), «Великдень у гаю», «Проект Івасюк: Концерт для своїх» (інші учасники: Т.Чубай, «Плач Єремії», П.Табаков, Піккардійська терція, О.Муха).
- 2014 р. — благодійний концерт: вечір пам'яті присвячений роковинам небесної сотні та всім героям Майдану та АТО в м. Броди.

## Благодійна діяльність
- Роман Мельник багато років опікувався школою-інтернатом навчально-реабілітаційного центру «Мрія» (м. Львів), де разом з актором Сергієм Кустовим проводив регулярні свята для дітей, зокрема на Миколая. Знаходили кошти і спонсорів, які допомагали матеріально, запрошували співаків та музикантів. Роман та Сергій навіть планували поставити виставу «Маленький принц» Сент-Екзюпері, в якій певні ролі мали виконувати діти школи-інтернату.
- 2000—2015 рр. — опіка (підготовка репертуару, запис пісень, організація концертів учасників) дітьми-учасника фестивалю «Джерельце» за участю дітей-сиріт та дітей-інвалідів.
- 2009 р. — завдяки ініціативі Р.Мельника у приміщенні школи інтернату НРЦ «Мрія» відбувся запис оркестру (на замовлення «Брегенц -фестивалю», Швейцарія), що дозволило перерахувати частину грошей за запис на користь цієї школи.
- 2010 р. — виступ у складі гурту О. Кульчицького у НРЦ «Мрія».
- 2015 р. — благодійний концерт — вечір пам'яті Небесної Сотні, Героїв Майдану й Ато; збір коштів для пораненого льотчика Титаренка в м. Броди.
- 2015 р. — благодійний концерт на збір коштів для АТО в м. Жидачів.

## Відзнаки, досягнення, нагороди
- 1989 р. — лауреат у жанрі популярної музики у складі гурту «Млин» (м. Львів) на фестивалі української сучасної та популярної музики «Червона рута»
- 1995 р. — звання найкращого композитора за пісню «Корчма» (вик. — Б.Дашака) на фестивалі української сучасної та популярної музики «Червона рута»
- 2004-05 рр. — пісня «Їду за Дунай» в аранжуванні Р. Мельника стала переможцем хіт-параду «Львівська хвиля»
- 2008 р. — перша премія «Пісні року» Першого каналу українського радіо за обробки пісень «Ой в ліску-ліску», «Ой сів господар»
- 2012 р. — Р.Мельник відзначений Подякою як найкращий композитор, аранжувальник «За неоціненний внесок у розвиток і популяризацію української пісні, та за обробку пісень Володимира Івасюка і УПА» (за підписом депутата Львівської міської ради Грицевича Р. Є.)
- 2013 р. — пісні в обробці Р.Мельника, «Полетів би м на край світа» та «Ederlezi» прозвучали у виконанні Х.Соловій на пів-фіналі шоу «Голос країни»
- р. — Р.Мельник відзначений Подякою як найкращий композитор, аранжувальник «За значний особистий внесок у розвиток і популяризацію української пісні, та за обробку українських колядок» (за підписом секретаря Львівської міської ради Павлюка В.)